# Elecciones presidenciales de Bulgaria de 2016
Las elecciones presidenciales de Bulgaria de 2016 se llevaron a cabo el 6 de noviembre del mismo año, con una segunda vuelta celebrada el 13 de noviembre de 2016. Ningún candidato obtuvo la mayoría absoluta en primera ronda, por lo que se efectuó el balotaje entre las dos primeras mayorías relativas, logrando Rumen Radev, candidato independiente pero apoyado por el Partido Socialista Búlgaro (BSP), imponerse a la candidatura de Tsetska Tsacheva, del oficialista Ciudadanos por el Desarrollo Europeo de Bulgaria (GERB). Las elecciones se realizaron en paralelo con un referéndum sobre los cambios en el sistema electoral y la financiación de los partidos políticos. Esta será la primera elección donde los votantes podrán escoger la opción "ninguno de los anteriores" (voto en blanco).

## Sistema de gobierno
El Presidente sirve como el jefe de Estado y comandante en jefe de las fuerzas armadas. Si bien no tiene el poder para crear una ley que no sea una enmienda constitucional, el presidente puede devolver un proyecto de ley a la Asamblea Federal para que continúe su debate, siempre y cuando el proyecto de ley no haya sido aprobado por la mayoría absoluta de los legisladores.

## Candidaturas
Para esta elección, el presidente en ejercicio Rosen Plevneliev anunció en mayo de 2016 que no iba presentarse para una reelección. Se presentaron en total 23 candidatos, siendo los candidatos más destacables o con posibilidades mayores de pasar a segunda vuelta los siguientes: 
- Rumen Radev, excomandante de la Fuerza Aérea de Bulgaria y candidato independiente, es apoyado por el BSP. Fue respaldado originalmente por la Alternativa para el Rencimiento de Bulgaria, pero el 23 de agosto de 2016 el Partido Socialista negó los planes para una coalición común para las elecciones presidenciales.
- Tsetska Tsacheva, militante del oficialista GERB y Presidenta de la Asamblea Nacional.
- Krasimir Karakachanov, copresidente del partido Frente Patriótico y Vicepresidente de la Asamblea Nacional. Candidato de la coalición Patriotas Unidos.
- Traycho Traykov, candidato del Bloque Reformista, fue ministro de Economía, Energía y Turismo. Es general en la Armada Búlgara.
- Ivaylo Kalfin, excandidato socialista en las elecciones del 2011, participa nuevamente esta vez apoyado por la Alternativa para el Renacimiento Búlgaro. Fue ministro de Asuntos Extranjeros y Exministro del Trabajo y Política Social.
- Plamen Oresharski, candidato independiente y exprimer ministro de Bulgaria.
- Veselin Mareshki, empresario y candidato independiente.

## Resultados electorales

### Primera vuelta
|  | 25,44 % |

|  | 21,96 % |

|  | 14,97 % |

|  | 11,17 % |

|  | 6,63 % |

|  | 5,87 % |

|  | 3,28 % |

|  | 1,61 % |

|  | 0,73 % |

|  | 0,48 % |

|  | 0,39 % |

|  | 0,27 % |

|  | 0,26 % |

|  | 0,25 % |

|  | 0,18 % |

|  | 0,16 % |

|  | 0,14 % |

|  | 0,11 % |

|  | 0,11 % |

|  | 0,11 % |

|  | 0,08 % |

|  | 5,6 % |

|  | 96,96 % |

|  | 3,04 % |

|  | 100 % |

|  | 56,28 % |

### Segunda vuelta
|  | 59,37 % |

|  | 36,16 % |

|  | 4,47 % |

|  | 98,13 % |

|  | 1,87 % |

|  | 100 % |

|  | 50,44 % |